# 红河木姜子
红河木姜子（学名：Litsea honghoensis），为樟科木姜子属下的一个植物种。